# هارفي غرانت
هارفي غرانت (بالإنجليزية: Harvey Grant)‏ مواليد 4 يوليو 1965 في أوغستا، هو لاعب كرة سلة أمريكي سابق أصبح مدرباً بدأ مسيرته الاحترافية في سنة 1988. تم اختياره من قبل فريق واشنطن ويزاردز خلال الدرافت وحمل الرقم 44. يبلغ طوله 6 قدم 9 بوصة (2.1 م). اعتزل اللعب في 1999. أحرز خلال مسيرته في الإن بي إيه 7781 نقطة بمعدل 9.9 نقاط في المباراة الواحدة.

## المسيرة الاحترافية
لعب مع واشنطن ويزاردز من سنة 1988 إلى 1993، ثم لعب مع بورتلاند ترايل بلايزرز من سنة 1993 إلى 1996، ثم لعب مع فيلادلفيا سفنتي سيكسرز في سنة 1999.

## روابط خارجية
- هارفي غرانت على موقع إن بي أي (الإنجليزية)
- هارفي غرانت على موقع سبورتس رفرنس (الإنجليزية)
- هارفي غرانت على موقع إي إس بي إن.كوم (الإنجليزية)
- هارفي غرانت على موقع كلية كرة السلة في سبورتس رفرنس.كوم (الإنجليزية)
- هارفي غرانت على موقع ريلجم (الإنجليزية)
- هارفي غرانت على موقع بروبوليرز (الإنجليزية)